# جونكو إيشيدا
جونكو إيشيدا (石田 順子) هي لاعبة كرة قدم. ولعبت مع منتخب اليابان لكرة القدم للسيدات.